# Andrés Colorado
Andrés Felipe Colorado Sánchez, noto semplicemente come Andrés Colorado (El Cerrito, 1º dicembre 1998), è un calciatore colombiano, centrocampista dell'Atlético Junior in prestito dal Necaxa.

## Carriera

### Club
Cresciuto nel Cortuluá, debutta in prima squadra il 22 febbraio 2018 in occasione dell'incontro di Copa Colombia vinto 2-1 contro il Real Santander.
Nel 2019 viene acquistato a titolo definitivo dal Deportivo Cali.

### Nazionale
Nel 2022 ha segnato un gol in una presenza con la nazionale colombiana.

## Statistiche

### Presenze e reti nei club
Statistiche aggiornate al 26 dicembre 2021.
| Stagione        | Squadra         | Campionato      | Campionato | Campionato | Coppe nazionali | Coppe nazionali | Coppe nazionali | Coppe continentali | Coppe continentali | Coppe continentali | Altre coppe | Altre coppe | Altre coppe | Totale | Totale |
| Stagione        | Squadra         | Comp            | Pres       | Reti       | Comp            | Pres            | Reti            | Comp               | Pres               | Reti               | Comp        | Pres        | Reti        | Pres   | Reti   |
| --------------- | --------------- | --------------- | ---------- | ---------- | --------------- | --------------- | --------------- | ------------------ | ------------------ | ------------------ | ----------- | ----------- | ----------- | ------ | ------ |
| 2018            | Cortuluá        | B               | 22         | 2          | CC              | 2               | 0               |                    | -                  | -                  |             | -           | -           | 24     | 2      |
| 2019            | Deportivo Cali  | A               | 32         | 1          | CC              | 2               | 0               | CS                 | 2                  | 0                  |             | -           | -           | 36     | 1      |
| 2020            | Deportivo Cali  | A               | 19         | 1          | CC              | 0               | 0               | CS                 | 6                  | 1                  |             | -           | -           | 25     | 2      |
| 2021            | Deportivo Cali  | A               | 38         | 4          | CC              | 6               | 1               | CS                 | 0                  | 0                  |             | -           | -           | 44     | 5      |
| Totale carriera | Totale carriera | Totale carriera | 111        | 8          |                 | 10              | 1               |                    | 8                  | 1                  |             | -           | -           | 129    | 10     |

## Palmarès

### Club

#### Competizioni nazionali
- Campionato colombiano: 1

Deportivo Cali: 2021 (C)